# Concerto cho dương cầm số 2 (Beethoven)
Concerto cho piano số 3, cung Si giáng trưởng là bản concerto dành cho piano của nhà soạn nhạc vĩ đại người Đức Ludwig van Beethoven. Tác phẩm được sáng tác trong các năm 1787-1789. Đây là tác phẩm chứng kiến sự ra mắt của Beethoven trước công chúng của thành phố Viên với tư cách của một nghệ sĩ piano độc tấu.